# Nemesrempehollós
Nemesrempehollós község Vas vármegyében, a Körmendi járásban.

## Fekvése
Szombathelytől 20 kilométerre délkeletre, Egyházasrádóctól 6 kilométerre keletre, Egyházashollóstól 5 kilométerre északra fekszik, sík vidéken. A Rába vályoggal fedett közép- és újpleisztocén kavicstakarójára települt.
A szomszédos települések: észak felől Sorokpolány, északkelet felől Sorkikápolna, délkelet felől Rábahídvég, dél felől Egyházashollós, délnyugat felől Molnaszecsőd, nyugat felől pedig Egyházasrádóc.

### Megközelítése
A településen, annak főutcájaként végighalad a 8705-ös út, ezen érhető el északi és déli szomszédja felől is; Egyházasrádóccal a 8706-os út köti össze. A megyeszékhely, Szombathely térsége felől a 86-os főúton közelíthető meg, Sorokpolányon vagy Egyházasrádócon keresztül, míg az ország távolabbi részei felől a legegyszerűbben a 8-as főúton érhető el, egyházashollósi letéréssel.
Vasútvonal nem érinti, a legközelebbi vasúti csatlakozási lehetőséget a Szombathely–Szentgotthárd-vasútvonal Egyházasrádóc vasútállomása kínálja, mintegy 6 kilométerre nyugatra.

## Története

### Nevének eredete
Az 1221-ben Kölked határosaként feltűnő Hollós földön alakult ki, a szomszédos Rempehollóssal együtt Felhollós néven különült el a Rábához közelebb fekvő többi Hollóstól: Egyháza- és Hidashollóstól. A Felhollós Nemeshollós névalak először 1535-ben fordult elő. 1550: Nemeshollos, 1575: Nemes Hollos. 1608-ban Felsőhollósnak (Feolseo Hollos) nevezik a falut. Mindvégig kisnemesek birtoka, akik közül a Hollósy és a Lyttor család szerepel leggyakrabban. 1535-ben a nemes-, ill. felhollósi Lytther család tagjai állnak perben a szecsődi Taródyakkal Lapsa prédium miatt. 1937-ben Rempehollóssal Nemesrempehollós néven egyesítették.

### Története
Egyutcás, szalagtelkes község. Régebben néhány szalagtelken 2-3 ház lakóház is volt egymás mögött, udvari térközzel elválasztva egymástól.
1549-ben 4-telkes nemes család 7 tagjának a kezén volt összesen 11 kúria, 1554-ben 2 egytelkes család 7 tagját írták össze. 1598-ban 2 nemesnek volt összesen 3 zsellérje. 1599-ben az egytelkes nemesek, prediálisok és libertinusok összeírása során 6 családfőt vettek számba; a rájuk kirótt hadi taksa 1 és 3 forint között mozgott. 1601-ben 7 egytelkes nemes családfőt írtak össze, kettő közülük zsellérjével együtt lakott. 1623-ban az egytelkes nemesek taksálása során 6 családfőt vettek számba.
1744-ben 14 jobbágy, 7 házas és egy házatlan zsellér volt a faluban, melynek határa kicsi volt, csekély rétséggel és legelővel. A határ nagyrészt vizenyős volt. A faluban egy kovács működött. Az 1828. évi összeírás szerint 13 házas és 2 házatlan zsellér volt Nemeshollóson. A helyiség lakói jórészt agilisek voltak, akik az uraságtól kuriális földeket és réteket béreltek szerződés mellett. Erdő nem volt.
A falu lélekszáma a 18. század végétől 1930-ig mintegy 100 lélekkel nőtt és ekkor megközelítette a 400-at.
Nemeshollóson templom nem volt. A 17. század végén az egyházashollósi plébániához, a 18. században az egyházasszecsődi plébániához tartozott. 1756-ban a négy Hollós falu együtt tartott fenn iskolát. A tanító 1780-ban Egyházashollóson, a bába helyben volt. 1875-ben egyosztályos, vegyes típusú közös elemi iskola volt a faluban.
A Sorokpolány felé vezető összekötő út településtől északra lévő szakasza a római korból származó Borostyánkő-út vonalán halad. Az 1900-as évek első pár évtizedéig a római út nyomvonalán haladt Sorokpolányt Egyházashollóssal összekötő út. Ma az út nagy része mezőgazdasági művelésbe fogott terület.
A község II. József idejében a körmendi járásban, 1790-1849 között a körmendi kerület körmendi járásában, 1850-1860 között a vasvári járásban, 1861-1871 között a körmendi kerület körmendi járásában és 1872. óta a körmendi járásban volt, 1872-1937 között az egyházasrádóci körjegyzőséghez tartozott. 1937-ben közigazgatásilag egyesült Rempehollóssal Nemesrempehollós néven. A falu lélekszáma 1949-ben érte el csúcspontját 706 fővel, azóta mindegy 600 lélekkel csökkent.
Nemesrempehollóson 1942-ben állami közös, osztott típusú népiskola működött, 2 tanteremmel, 2 tanerővel és 106 tanulóval. 1966-ban az általános iskolában 2 tanerő 2 tanteremben 43 gyereket oktatott.
A faluban 1950-ben termelőszövetkezet alakult, mely 1968-ban Egyházasrádóchoz csatlakozott. 1966-ban könyvtár és keskenyfilmes mozi, 4 közkút, 1 kereskedelmi és 1 italbolt, valamint 2 magánkisiparos volt a községben.

## Közélete

### Polgármesterei
- 1990–1994: Divós Pál (független)[4]
- 1994–1998: Divós Pál (független)[5]
- 1998–2002: Paksiné Kecze Tünde (független)[6]
- 2002–2006: Paksiné Kecze Tünde (független)[7]
- 2006–2010: Paksiné Kecze Tünde Magdolna (független)[8]
- 2010–2014: Paksiné Kecze Tünde Magdolna (független)[9]
- 2014–2019: Paksiné Kecze Tünde Magdolna (független)[10]
- 2019–2024: Paksiné Kecze Tünde (független)[11]
- 2024– : Paksiné Kecze Tünde (független)[1]

## Népesség
A település népességének változása:
| Lakosok száma | 303  | 293  | 295  | 276  | 259  | 255  | 258  |
|               | 2013 | 2014 | 2015 | 2021 | 2022 | 2023 | 2024 |

A 2011-es népszámlálás során a lakosok 93,7%-a magyarnak, 3,9% németnek, 2,5% cigánynak mondta magát (5,6% nem nyilatkozott; a kettős identitások miatt a végösszeg nagyobb lehet 100%-nál). A vallási megoszlás a következő volt: római katolikus 82,7%, református 2,5%, evangélikus 3,5%, felekezet nélküli 3,5% (7,4% nem nyilatkozott).
2022-ben a lakosság 95%-a vallotta magát magyarnak, 4,6% németnek, 0,4% cigánynak, 1,2% egyéb, nem hazai nemzetiségűnek (4,2% nem nyilatkozott; a kettős identitások miatt a végösszeg nagyobb lehet 100%-nál). Vallásuk szerint 50,2% volt római katolikus, 2,3% református, 1,2% evangélikus, 1,2% izraelita, 1,5% egyéb katolikus, 8,1% felekezeten kívüli (35,1% nem válaszolt).

## Nevezetességei
- Szent Rozália római katolikus templom
- Harangláb (1732-ben épült)
- Szent István emlékpark
- Aradi vértanúk emlékmű
- Millenniumi emlékoszlop
- Római kori út, ma részben a Sorokpolány–Nemesrempehollós közötti közút falun kívüli hosszú egyenes szakasza

## A település az irodalomban, filmekben
- Többször is említésre kerül Nemesrempehollós a Marsra, magyar! című televíziós vígjátéksorozat 1. évadának 4-5. részeiben.